# حميد شباط
حميد شباط (ولد في 17 أغسطس 1953، في تازة) شخصية سياسية ونقابية مغربية. هو الأمين العام لحزب الاستقلال، منذ 23 شتنبر 2012 والكاتب العام لنقابة الاتحاد العام للشغالين بالمغرب، منذ 2009. يشغل منصب عمدة مدينة فاس، منذ 2003 حتى 2015 وهو نائب برلماني عن دائرة فاس الشمالية منذ 2002.

## حياته
حميد شباط من مواليد قبيلة البرانص بإقليم تازة. تلقى تعليمه الابتدائي والثانوي بمدينة شفشاون، قبل أن يلج أحد معاهد التكوين المهني بمدينة فاس، مطلع السبعينات، حيث حصل على شهادة في الخراطة العصرية، سنة 1972. اشتغل بعد ذلك في مجموعة من المؤسسات الصناعية في فاس، وانخرط في العمل النقابي مبكرا، حيث استطاع الوصول إلى عضوية المكتب الإقليمي لنقابة الاتحاد العام للشغالين بالمغرب في ثمانينات القرن العشرين.

خلال أحداث 14 دجنبر 1990، المتمثلة في إضراب عام وطني تطور إلى موجة عنف، وصلت ذروتها في مدينة فاس، سيتعرض لمتابعات قضائية، انتهت بعد حصوله على عفو ملكي سنة 1996.

انطلق مساره الجماعي سنة 1992، حيث تمكن من النجاح في جميع الاستحقاقات الجماعية، منذ 1992، متدرجا من منصب نائب رئيس جماعة زواغة، إلى غاية انتخابه عمدة لمدينة فاس في 23 شتنبر 2003، وهو المنصب الذي شغله حتى سنة 2015. على المستوى البرلماني، انتخب كنائب برلماني، عن دائرة فاس، خلال انتخابات 1997، 2002، 2007 و2011.

على المستوى النقابي، وبعد أن كان مساهما رئيسيا في إزاحة عبد الرزاق أفيلال، سنة 2006، عن منصب الكتابة العامة لنقابة الاتحاد العام للشغالين بالمغرب، لصالح محمد بنجلون الأندلسي، انتخب في منصب الكتابة العامة سنة 2009.

في 2012، ارتقى لمنصب الأمانة العامة لحزب الاستقلال، بعد انتخابه من طرف المجلس الوطني للحزب بنتيجة 478 صوتا مقابل 458، أمام منافسه عبد الواحد الفاسي.

## الظاهرة السياسية
يعتبر حميد شباط من الشخصيات السياسية الجدلية في المغرب المعاصر، فأنصاره يعتبرونه نسخة ليخ فاونسا المغربية، كسياسي عصامي، لم يثنه تواضع مستواه الأكاديمي ووسطه الاجتماعي، من التدرج بثبات عبر الهياكل السياسية والنقابية التي ينتمي إليها، إلى غاية بلوغ أعلى الأجهزة التسييرية لأحد أعرق الأحزاب المغربية ولثاني أكبر مركزية نقابية في المغرب.

بالمقابل، يصوره خصومه السياسيون كمثال للفساد السياسي، وكسياسي شعبوي وعدواني متقلب المواقف، ذي تاريخ مشبوه بخوض حروب بالوكالة لصالح المخزن المغربي، على شاكلة الانقلاب الداخلي الذي قاده داخل نقابة الاتحاد العام للشغالين وحروبه السياسية، الظرفية، ضد حزبي العدالة والتنمية والاتحاد الاشتراكي.

في 2009، اتهم شباط السياسي المغربي، الراحل، المهدي بن بركة بالضلوع في اغتيالات سياسية في المغرب بين 1955 و1959 وقد خلقت هذه التصريحات، آنذاك، أزمة حادة بين حزبي الاستقلال والاتحاد الاشتراكي للقوات الشعبية، اللذين كانا مشاركين في ائتلاف حكومي.

في 2011، شبه شباط الربيع العربي وحركة 20 فبراير بكونهما نتيجة تخطيط صهيوني مذكور في كتاب بروتوكولات حكماء صهيون، واتهم من طرف تنسيقية حركة 20 فبراير بمدينة فاس، سنة 2011، بتعبئة مظاهرات مضادة عنيفة ضدها.

يتميز شباط بنهجه سياسة تواصلية ناجعة وكثيفة، تعتمد على تكييف الخطاب السياسي لنوعية المتلقين، والاستعانة بالاستشارات الأكاديمية والإعلامية لتدبير تواصله السياسي. يتميز أسلوبه السياسي أيضا بالهجومية والسجالية في تدبير المعارك السياسية، حسب الظروف والتوازنات السياسية التي تفرضها الظرفية السياسية المغربية.